# Pantoclis opaca
Pantoclis opaca är en stekelart som först beskrevs av Thomson 1858.  Pantoclis opaca ingår i släktet Pantoclis, och familjen hyllhornsteklar. Arten är reproducerande i Sverige.